# سفارة تونس في الجزائر
سفارة تونس في الجزائر هي التمثيلية الرسمية وسفارة تونس في الجزائر. تقع السفارة في المرادية في ولاية الجزائر تحديدا في شارع بوا دو بولوني (Rue du Bois de Boulogne).

## السفراء
سفراء تونس في الجزائر هم على التوالي:
| السفير              | تاريخ التعيين            | تاريخ التعيين |
| ------------------- | ------------------------ | ------------- |
| الحبيب الشطي        | 11 ديسمبر 1970           | [ 1 ]         |
| أحمد نور الدين      | 8 ديسمبر 1972 (حتى 1973) |               |
| عمر الفزاني         | 20 سبتمبر 1978           | [ 2 ]         |
| الهادي البكوش       | 16 أكتوبر 1982           | [ 3 ]         |
| نور الدين حشاد      | 6 يوليو 1984             | [ 4 ]         |
| محمد شاكر           | 19 ديسمبر 1985           | [ 5 ]         |
| محمد الفاضل خليل    |                          |               |
| الحبيب مبارك        | 2007                     |               |
| محمد نجيب حشانة     | 19 سبتمبر 2011           | [ 6 ]         |
| عبد المجيد الفرشيشي | 10 يونيو 2014            | [ 7 ]         |
| الناصر الصيد        | 23 سبتمبر 2017           | [ 8 ]         |
| رمضان الفايظ        | 12 سبتمبر 2020           | [ 9 ]         |

## القنصليات
لدى تونس قنصليتين إثنتين في الجزائر: واحدة في عنابة (قنصلية عامة) وثانية في تبسة (قنصلية). سابقا، كانت توجد قنصلية عامة بالجزائر.
| القنصل العام        | تاريخ التعيين  | تاريخ التعيين |
| ------------------- | -------------- | ------------- |
| محمد الحبيب التونسي | 3 فبراير 1982  | [ 10 ]        |
| إبراهيم الغوالي     | 2 أغسطس 1988   | [ 11 ]        |
| الحبيب الحاج محمود  | 30 أغسطس 2002  | [ 12 ]        |
| رفيق بن مسعود       | 8 يناير 2008   | [ 13 ]        |
| يوسف العرفاوي       | 28 نوفمبر 2011 | [ 14 ]        |
| عبد الرزاق المثلوثي | 16 أكتوبر 2014 | [ 15 ]        |
| صالح الشابي         | 12 سبتمبر 2020 | [ 9 ]         |

| القنصل           | تاريخ التعيين | تاريخ التعيين |
| ---------------- | ------------- | ------------- |
| محمود العكاري    | 2 أغسطس 1988  | [ 16 ]        |
| الصادق بن عمارة  | 21 يناير 2009 | [ 17 ]        |
| أحمد نداري       | 22 مارس 2010  | [ 18 ]        |
| رضا المباركي     | 3 ديسمبر 2011 | [ 19 ]        |
| عادل بن عبد الله | 15 مايو 2013  | [ 20 ]        |

## مقالات ذات صلة
- العلاقات التونسية الجزائرية
- سفارة الجزائر في تونس